# Baltinava kommun
Baltinavas novads var en kommun i Lettland. Den låg i den östra delen av landet, 210 km öster om huvudstaden Riga. Antalet invånare var 1 387. Arean var 185 kvadratkilometer.
Följande samhällen fanns i Baltinavas novads:
- Baltinava